# Орлов Володимир Олексійович
Орло́в Володи́мир Олексі́йович (біл. Уладзіме́р Аляксе́евіч Арло́ў; нар. 25 серпня 1953, Полоцьк) — білоруський історик, есеїст, поет, віцепрезидент Білоруського ПЕН-клубу.

## Біографія
1975 року закінчив історичний факультет Білоруського державного університету, після чого працював викладачем історії у Новополоцьку (1975—1976), кореспондентом, заступником редактора міської газети «Хімік» (1976—1988). У 1988—97 роках був редактором видавництва «Мастацкая літаратура». З 1986 року є членом ради Союзу Білоруських Письменників. Також входить до редколегій часописів «Спадчына», «Калосьсе», «Крыніца». З 1988 року є членом БНФ, 1989 року вийшов із КПРС. З 1992 року його двічі обирали до Сойму БНФ.
Живе в Мінську. Греко-католик. Одружений, діти — Роман (учасник гурту J:МОРС) та Богдан.

## Творчість
Вперше його вірші з'явилися у студентських самвидавних часописах «Блакітны ліхтар» (Новополоцьк, 1973), «Мілавіца» (Мінськ, 1976). Втім Арлов став відомим завдяки прозовим творам, зокрема історичної тематики. На сьогодні є автором 20 книг прози, поезії, історичних нарисів. Його твори було перекладено більш як 20 мовами (зокрема українською, польською, литовською, естонською, румунською, латиською, грузинською, чеською та словацькою)
Автор сценаріїв науково-документальних фільмів «Євросинія Полоцька» (Ефрасіньня Полацкая), «Полоцькі лабіринти» (Полацкія лабірынты), «Симеон Полоцький» (Сімяон Полацкі)
Напередодні 90-ї річниці БНР вийшов документальний фільм «Дзень Волі» режисерів Юрія Хащавацького та Олега Дашкевича та письменника Володимира Орлова.

## Українські переклади
- Реквієм для бензопилки / Переклад з білоруської Олександра Ірванця. — Львів: Факт, 2005. — 272 ст.
- Краєвид з ментоловим ароматом / Переклад з білоруської Олександра Ірванця. — Львів: Видавництво Старого Лева, 2021. — 280 ст.

## Нагороди
- 1986 — премія Ленінського комсомолу Білорусі
- 1991 — медаль Франциска Скорини («за внесок у опрацювання теми історичного минулого Білорусі в літературі»)
- 1993 — видавнича премія імені Уладзіміра Караткєвіча
- 1996 — літературна премія імені Францішека Багушевіча Білоруського ПЕН-центру
- 1998 — Премія Товариства вільних літераторів Гліняны Вялес за збірку есеїв «Сонечко з П'ятої авеню» («Божая кароўка зь Пятай авэню»)
- 2010 — «Європейський поет свободи» за книгу віршів «Пором через Ла-Манш» («Паром праз Ла-Манш»)